# Taniec smoka
Taniec smoka – drugi album Miłości, wydany w 1994 roku. Płyta została nagrana między 17 a 20 kwietnia 1994 roku w studiu Polskiego Radia Szczecin. W 2009 r. płytę w wersji zremasterowanej wydała wytwórnia Biodro Records.

## Lista utworów
1. "Taniec smoka"
2. "Maszyna ludzka"
3. "Lezor i Niutnia"
4. "Pańska bródka mnie denerwuje (nie mówiąc już o wąsikach)"
5. "Cardano"
6. "Chłepcąc ciekły hel"
7. "Ordre omnitonique"
8. "Lewy jass"
9. "Ostatnie z ludzkich smoków"
10. "Łzy smoka"

## Twórcy
- Mikołaj Trzaska – saksofon altowy, sopranowy i barytonowy, flety, głos
- Maciej Sikała – saksofon tenorowy i sopranowy, głos
- Lesław Możdżer – fortepian, akordeon, głos
- Ryszard Tymon Tymański – kontrabas, bałałajka, głos, lider; wszystkie kompozycje i teksty
- Jacek Olter – bębny, instrumenty perkusyjne, głos

## O płycie
Tymański o płycie mówił:

Rzecz bez porównania bardziej oryginalna. Może zbyt ugładzona, ale stylistycznie wykraczająca. Sąsiadują tu ze sobą elementy jazzu, romantyczno - punktualne zawirowania poważkowe, średniowieczne wizjonerstwo, zlewowe melorecytacje, dziwaczne oddechy, garnuszki i sporo wpływów muzyki etno - bałkańskiej, afrykańskiej i azjatyckiej (...)

Według Tymańskiego, podczas sesji nagraniowej płyty odsunął od komponowania Trzaskę ("Mikołaj nie nauczył się tematów, powiedział, że są za trudne, za bardzo popieprzone, a on chce grać bardziej intuicyjną muzykę. Powiedziałem mu na to, żeby założył własny zespół").
Rafał Księżyk uznał Taniec smoka za jedną z trzech, obok Amariucha Łoskotu i a Mazzoll & Arhythmic Perfection, najlepszych płyt yassowych.